# Emna Masmoudi
Emna Masmoudi (Mahdía, 1964) es una escultora y dibujante tunecina. 

## Vida y obra
Emna Masmoudi fue alumna de la Escuela superior de Bellas Artes de París, donde se graduó el año 1989 e hizo una cátedra en Artes Visuales en 1993 por la Universidad de París VIII Vincennes-Saint-Denis. 
Gracias a una beca del Ministerio de Cultura de Túnez realizó una estancia en la Ciudad Internacional de las Artes de París, durante 1998 y 1999.

## Exposiciones
Emna Masmoudi ha expuesto con regularidad desde 1999, tanto en Túnez como en Francia. 
En Túnez, colgó pinturas en los pasillos del Aldrebh el año 1995 y en la Galería Ammar Farhat en 2001 y en el puerto los años consecutivos 1997 y 2004 y 2006.

## Obras
Emna Masmoudi ha trabajado la escultura y la pintura.